# Leonardo Barrero
Leonardo Alfonso Barrero Gordillo (Ibagué, 12 de septiembre de 1960) es un militar y comandante colombiano. Entre 2013 y 2014 ocupó el cargo de Comandante de las Fuerzas Militares de Colombia.

## Biografía
Hijo de Elvira de Barrero y el médico Javeriano Alfonso Barrero Monroy, cofundador de la clínica del Tolima. Ingresó a la Escuela Militar de Cadetes General José María Córdova en enero de 1975, obteniendo su ascenso a subteniente del Ejército Nacional el primero de diciembre de 1977.
Antes de su nombramiento, el alto mando militar se venía desempeñando como comandante del Comando Conjunto del Suroccidente. 
Anteriormente había ocupado el cargo de Jefe de Operaciones Conjuntas del Comando General de las Fuerzas Militares. También fue comandante del Batallón de Infantería n.º 38 ‘Miguel Antonio Caro’, del Batallón de Infantería n.º 8 Batalla de Pichincha y del Batallón de Infantería n.º 33 Batalla de Junín.
El 18 de febrero de 2014, fue llamado a calificar servicios por orden del presidente Juan Manuel Santos por una grabaciòn sacada de hacia 3 años cuando era comandante del comando conjunto del pacífico, en donde al escuchar de su celular público el supuesto montaje para judicializar a un militar empleo expresiones que afectaban el nombre de la fiscalía. ¨El General Barrero se va porque sus expresiones que restan majestad al ente investigador de la fiscalía¨ Juan Manuel Santos 
Para el año 2015 ingresó a las filas del partido Centro Democrático y fue candidato a la Gobernación del departamento del Cauca.
Según declaración de Otoniel, entregada ante la JEP el 24 de marzo de 2022. "El general Leonardo Barrero servía como puente entre estructuras dedicadas al narcotráfico y el Ejército, por lo que era considerado como parte de la nómina del Bloque Centauros de las AUC. Fue ficha clave para lograr el control territorial en el Casanare"'
| Predecesor: Alejandro Navas | Comandante general de las Fuerzas Militares de Colombia 12 de agosto de 2013 - 18 de febrero de 2014 | Sucesor: Juan Pablo Rodríguez Barragán |